# Małgorzata Margańska
Małgorzata Margańska – polska pilotka, instruktor szybownictwa. Uprawia akrobację szybowcową.

## Życiorys
Pochodzi z Bielska-Białej. Córka Edwarda Margańskiego. Z wykształcenia jest lekarzem stomatologiem. W 1995 roku ukończyła studia na Akademii Medycznej w Warszawie. W latach 1996–2007 pracowała w Wojskowym Instytucie Medycyny Lotniczej i prowadziła prywatną praktykę w Warszawie. Od 2013 pracuje w Bielsku–Białej. Żona trenera i zawodnika Adama Michałowskiego.
Należy do Aeroklubu Rybnickiego. Jako zawodniczka startowała od 1992 roku. W 2001 roku wygrała klasyfikację indywidualną kobiet podczas 9. Mistrzostw Świata w Akrobacji Szybowcowej, które odbyły się w dniach 19 czerwca–1 lipca w Palma del Rio w Hiszpanii, a w klasyfikacji końcowej (wspólnej dla kobiet i mężczyzn) zajęła 5. miejsce. W 2002 roku zajęła 2. miejsce na międzynarodowych mistrzostwach Polski w akrobacji szybowcowej. W 2005 roku zajęła 3. miejsce w klasyfikacji indywidualnej kobiet podczas 11. Mistrzostw Świata w Akrobacji Szybowcowej, które odbyły się w dniach 20–30 lipca w Sierpuchowie w Rosji.
Karierę zawodową zakończyła w 2007 roku.
W 2003 roku Iga Cembrzyńska nakręciła o niej 47 minutowy film dokumentalny Ikar w spódnicy.